# Notostylopidae
Los notostilópidos (Notostylopidae) es una familia extinta de mamíferos placentarios del orden Notoungulata, suborden Notioprogonia, que vivió durante el Eoceno y hasta el Oligoceno temprano en Sudamérica. Se han encontrado fósiles en Argentina  y en Chile. Es una de las mucha familias de mamíferos meridiungulados que poblaron América y de los cuales no queda ningún descendiente vivo.

## Etimología
El nombre de la familia correspode a la del género tipo Notostylops, del griego "Notos", "Sur", y "Stylops", "columnas" ("columnas del sur").

## Historia
Florentino Ameghino (1897) distinguió a Notostylopidae desde el principio como una familia, considerándola como una rama lateral de Isotemnidae, ancestral a los Tillodonta norteamericanos. Posteriormente situó a los notostilópidos más cerca de Pantostylopidae (Henricosborniidae), que de los isotémnidos, una opinión que se mantiene hasta hoy. Expertos posteriores desestimaron una relación con los tilodóntidos (hoy considerados un grupo de euterios arcaicos sin relación a los Notoungulata) y ubicaron a los notostilópidos en Entelonychia. Una excepción fue Winge (1923) quien los colocó como una subfamilia de Typotheriidae (Mesotheriidae). La similitud entre los mesotéridos y los notostilópidos se considera actualmente convergente. Al deshacerse el suborden Entelonychia, George Gaylord Simpson (1934), los reubicó en el nuevo suborden Notioprogonia. Actualmente algunos investigadores los consideran relacionados con Pyrotheria.

## Generalidades
Los notostilópidos fueron notoungulados de mediano tamaño, tempranamente especializados y fácilmente reconocibles en el registro fósil. Con los terceros incisivos, los caninos y los primeros premolares reducidos o ausentes, muchas veces produciendo una larga diastema anterior. El primer incisivo superior y el segundo inferior estaban muy desarrollados, dándoles un aspecto rodentiforme. Sin embargo, y a diferencia de los roedores, todos los dientes eran de crecimiento limitado (braquiodontes). El hipocono, en aquellos molares que lo presentan, está parcialmente unido al protocono. El protolofo no se encuentra completamente unido al ectolofo y el metalofo presenta un crochet largo, denticulado cuando no está desgastado que corre hacia el protolofo sin unirse a este ni al ectolofo. No presentan cristas ni antecrochet. Los molares inferiores tienen una cresta tricúspide en el trigónido característica, y el talónido presenta un seleno exterior simple que llega hasta el trigónido en la línea media, y un entocónido con una cresta corta, simple y transversa (ver Glosario de topografía dental de mamíferos). El cráneo es ancho y bajo con crestas lamboideas y sagitales generalmente marcadas. Las órbitas se encuentran relativamente adelantadas y el hocico es corto y angosto.

## Taxonomía
La familia Notostylopidae incluye los siguientes géneros:[cita requerida]
- Anastylops †
- Boreastylops †
- Chilestylops †
- Edvardotrouessartia †
- Homalostylops †
- Notostylops †
- Otronia †